# Stephone Paige
Stephone Paige (Slidell, 15 ottobre 1961) è un ex giocatore di football americano statunitense che ha militato nel ruolo di wide receiver nella National Football League (NFL).

## Carriera
Dopo non essere stato scelto nel Draft NFL 1983, Paige firmò con i Kansas City Chiefs dove militò per nove stagione, prima di un'ultima annata senza presenze con i Minnesota Vikings nel 1993. La sua migliore stagione professionistica fu nel 1990 quando ricevette 65 passaggi per 1.021 yard.
Il 22 dicembre 1985, Paige ricevette 309 yard contro i San Diego Chargers, un record NFL che resistette fino al 1989 quando fu battuto da Flipper Anderson dei Los Angeles Rams con 336 yard; ad ogni modo, 40 delle yard di Anderson furono ricevute nei tempi supplementari.
Tra il 1985 e il 1991, Paige ebbe almeno una ricezione per 83 gare consecutive, un record di franchigia che resistette fino al 1º gennaio 2006 quando fu battuto dal tight end Tony Gonzalez.